# Tayama Katai

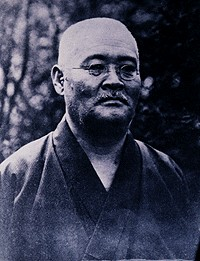
Tayama Katai

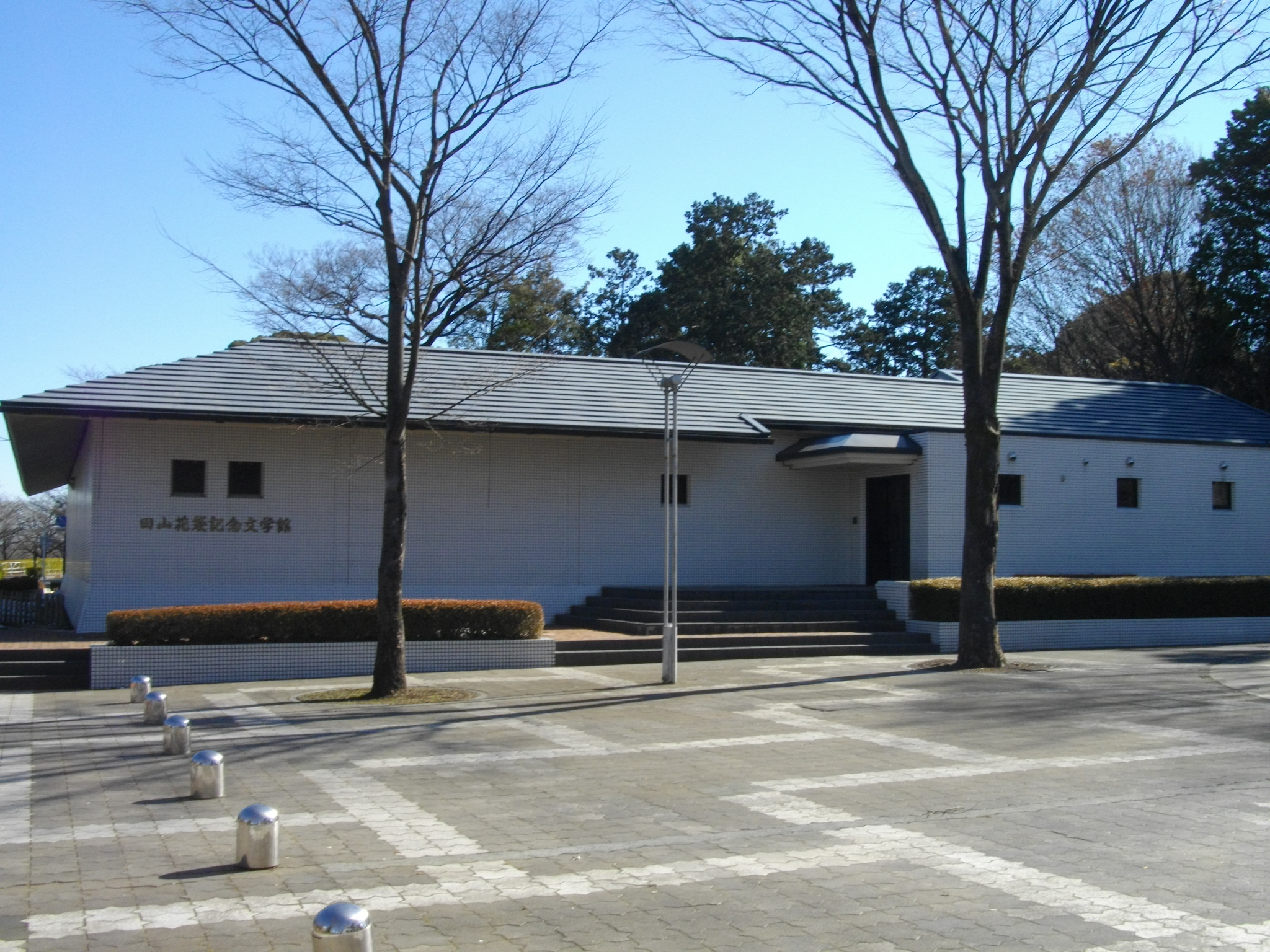
Tayama Katai Memorial Museum

Tayama Katai (japanisch 田山 花袋; * 22. Januar 1872 in Tatebayashi, Präfektur Tochigi (heute: Präfektur Gunma); † 13. Mai 1930; eigentlich: 田山 録弥 Tayama Rokuya) war ein japanischer Schriftsteller. Seine berühmtesten Werke sind Lehrer auf dem Lande (田舎教師, Inaka Kyōshi) und Futon (蒲団). Er ist Autor von mehr als 400 Werken, Kurzgeschichten, Romane, Gedichte, Kritiken, Reisebeschreibungen, meist Werke des Naturalismus. Ein Großteil seiner Werke ist autobiographisch.

## Leben
Tayama Katais Vater kam bei der Satsuma-Rebellion ums Leben. Tayama besuchte nur unregelmäßig die Schule, beschloss aber früh, Schriftsteller zu werden und sich dafür selbst zu bilden. 1890 lernte er Yanagita Kunio kennen,  und schloss sich der Ken'yūsha-Gruppe des konservativen Schriftstellers Ozaki Kōyō an. Ozaki vermittelte ihn an Emi Suiin (江見 水蔭, 1869–1934), unter dem er sich weiterbildete. Er veröffentlichte sein erstes Werk „Uribatake“ – „Melonenfeld“ und nannte sich fortan Katai – etwa „Blumen-Beutel“. 1896 lernte er eine Gruppe junger Schriftsteller kennen, zu denen Kunikida Doppo, Shimazaki Tōson und Miyazaki Koshoshi (宮崎 湖処子; 1864–1922) gehörten. Mit ihnen publizierte er 1897 eine Sammlung von Gedichten im „neuen Stil“ unter dem Titel „Joyōshi“ (抒情詩). 1902 publizierte Tayama „Jūemon no saigo“, „Der Tod des Jūemon“, einen Bericht über einen Untermenschen, ein Werk, das ihn endlich bekannt machte. 1904 publizierte er den Essay „Skizze einer Entblößung“ im Magazin „Taiyō“ (太陽), in dem er seine Ideen eines revolutionären Schreibstil formulierte, der auf jegliche Ausschmückung verzichte. 
1904 nahm er als Kriegsreporter am Russisch-Japanischen Krieg teil. Seine Erfahrungen dort führten zu einem naturalistischen Stil. Der 1907 publizierte Roman „Futon“ trug sehr dazu bei, seine persönlich, beichtende Art des Schreibens als Charakteristikum der sich entwickelnde naturalistischen Schreibweise – sie steht in Verbindung steht mit dem Ich-Roman – zu etablieren. Zu seinen stärksten naturalistischen Roman gehören „Ippeisatsu“ aus dem Jahr 1908 und „Inaka Kyōshi“ 1909, wobei vor allem Letzterer als sein bestes Werk betrachtet wird.
Zusammen mit Shimazaki Tōson zählt Tayama zu den bedeutendsten Repräsentanten des japanischen Naturalismus.

## Werke
- Uribatake (瓜畑, dt. Melonenfeld), 1891
- Furusato (ふる郷, dt. Heimat), 1899
- Jūuemon no saigo (重右衛門の最期, dt. Tod des Jūuemon) 1902
- Rokotsu naru byōsha (露骨なる描写, dt. Skizze einer Entblößung) 1904
- Futon (蒲団, dt. Matratze), 1907
- Dote no ie (土手の家, dt. Das Haus auf dem Damm), 1908
- Shō (生, dt. Leben), 1909
- Inaka Kyōshi (田舎教師, dt. Lehrer auf dem Lande), 1909
- Tsuma (妻, dt. Die Gattin), 1909
- Midori (縁, dt. Grün), 1910
- Toki ha sugiyuku (時は過ぎ行く, dt.Die Zeit vergeht), 1916
- Ippeisotsu no jūsatsu (一兵卒の銃殺), 1917
  - Ein Soldat. Übersetzt von Edith Rau, in: Träume aus zehn Nächten. Japanische Erzählungen des 20. Jahrhunderts (München: Theseus Verlag, 1992), ISBN 3-85936-057-4, S. 46–62.
- Kawazoi no ie (河ぞひの家, dt. Das Haus am Fluss), 1917
- Zansetsu (残雪, dt. Der letzte Schnee), 1919
- Atarashii me (新しい芽, dt. Neue Knospen), 1920
- Minamoto no Yoshitomo (源義朝), 1924
- Byakuya (百夜, dt. Polarnacht), 1927